# Montoku

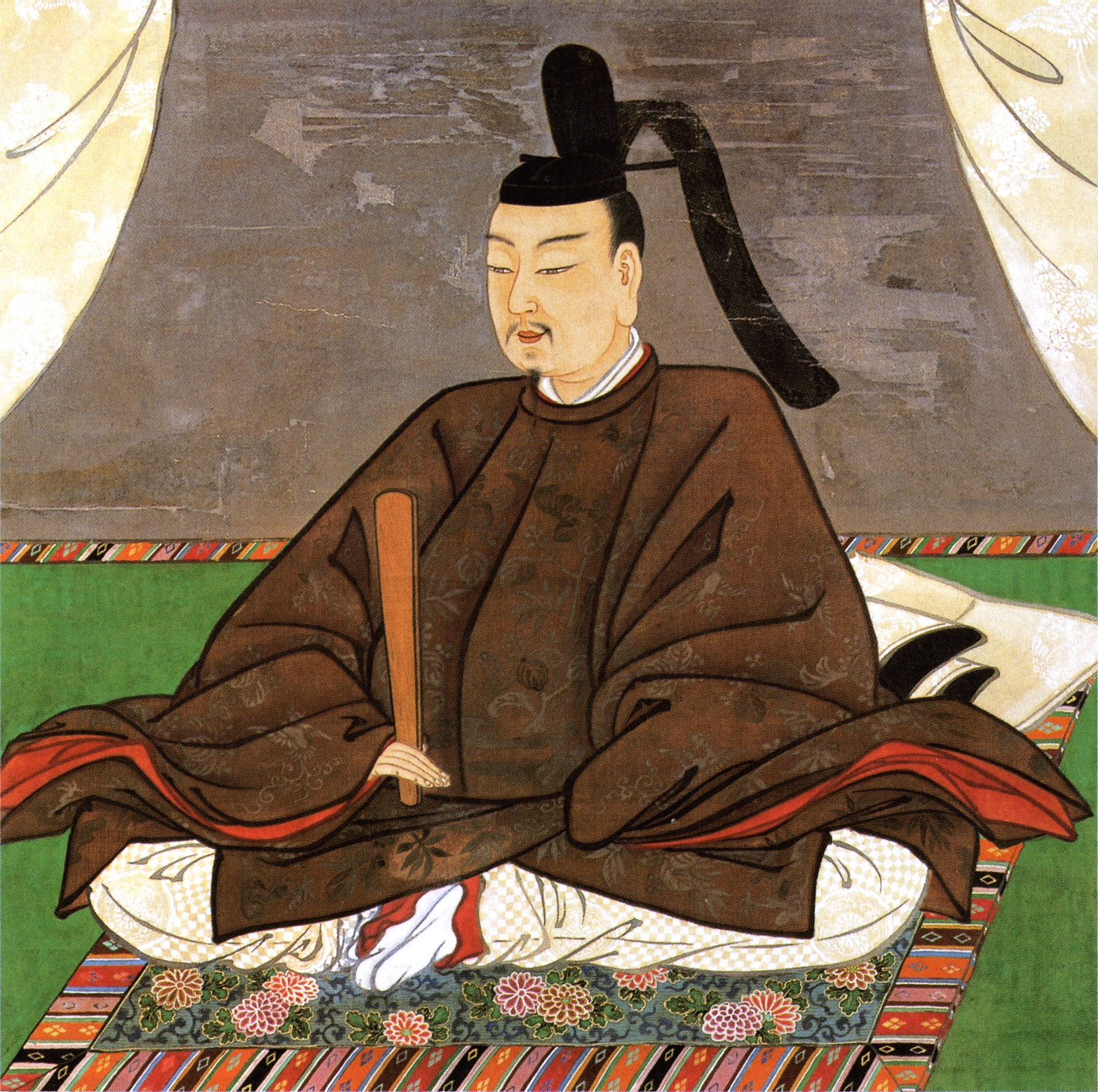
Montoku

Kaiser Montoku (jap. 文徳天皇, Montoku-tennō; * 827; † 27. August 858) war der 55. Tennō von Japan. Er regierte von 850 bis 858.
Er war der erste Sohn des Kaisers Nimmyō und Fujiwara Junshi, einer Tochter von Fujiwara no Fuyutsugu. Sein Eigenname war Michiyasu. 848 wurde er Kronprinz. In seiner Regierung stärkte Fujiwara no Yoshifusa seine Macht. Yoshifusa verheiratete seine Tochter Fujiwara no Akirakeiko (藤原明子, 829–899) mit Montoku. Ihr gemeinsamer vierter Sohn war Prinz Korehito, der Montoku als Kaiser Seiwa nachfolgte. Es war die Anfangszeit, in der der Fujiwara-Klan an die Macht kam. Montoku starb mit 32 Jahren und wurde im Tamura-Mausoleum in Kyōto bestattet. Sein Sohn gab die Nihon Montoku Tennō Jitsuroku („Authentische Aufzeichnungen zum Tennō Montoku von Japan“), das zu den sechs Rikkokushi gehört, in Auftrag.